# 戴培基
戴培基，广东大埔人，是一名清朝政治人物。

## 生平
戴培基曾于宣统二年接替江若干任龙岩州知州一职，宣统二年由郎庆祥接任。